# Обставини, які пом'якшують покарання
Обставини, які пом'якшують покарання — це певні обставини, які знижують суспільно небезпечний рівень злочину та особистості злочинця.

## Загальні положення
Стаття 66 КК України вказує на перелік певних обставин, які судом мають враховуватися як такі, що пом'якшують покарання. Цей список не є вичерпним, тобто будь-яка інша обставина може також бути врахована судом як пом'якшуюча.
За аналогією з обставинами, які обтяжують покарання, якщо пом'якшуюча обставина впливає на кваліфікацію злочину, суд не може посилатися на 66 статтю Кримінального кодексу, враховуючи її ще раз як пом'якшуючу.

## Перелік обставин
Обставини, які пом'якшують покарання за вчинення злочину:
1. з'явлення із зізнанням, щире каяття або активне сприяння розкриттю злочину
2. добровільне відшкодування завданого збитку або усунення заподіяної шкоди
3. надання медичної чи іншої допомоги потерпілому безпосередньо після вчинення злочину
4. вчинення злочину неповнолітнім
5. вчинення злочину жінкою у стані вагітності
6. вчинення злочину внаслідок збігу тяжких особистих, сімейних чи інших обставин
7. вчинення злочину під впливом примусу, погрози або через матеріальну, службову чи іншу залежність
8. вчинення злочину під впливом сильного душевного хвилювання, викликаного жорстоким або таким, що принижує честь і гідність особи, поводженням з боку потерпілого, а також за наявності системного характеру такого поводження
9. вчинення злочину з перевищенням меж крайньої необхідності
10. виконання спеціального завдання з попередження чи розкриттям злочинної діяльності організованої групи чи злочинної організації, поєднане із вчиненням злочину у випадках, передбачених Особливою частиною Кримінального кодексу.

Ті самі обставини, які передбачені пунктами 1, 2, 4, 5, 6, пом'якшують відповідальність і за вчинення адміністративного правопорушення. Крім цього, адміністративну відповідальність пом'якшує і факт вчинення злочину жінкою, яка має дитину віком до одного року.

## 1. З'явлення зі зізнанням, щире каяття або активне сприяння розкриттю злочину
З'явлення зі зізнанням означає, що особа, яка вчинила злочин, до порушення кримінальної справи чи до притягнення цієї особи як обвинуваченої добровільно заявляє до компетентного органу внутрішніх справ про вчинення нею злочину.
Щире каяття означає добровільну критичну оцінку особою своєї протиправної поведінки через визнання вини і готовності нести кримінальну відповідальність.
Активне сприяння розкриттю злочину означає добровільну допомогу слідству будь-яким чином: повідомлення правоохоронним органам або суду фактів по справі, надання доказів, інших відомостей про власну кримінальну діяльність чи діяльність інших осіб. Воно має бути активним, тобто певним чином ініціативним.

## 2. Добровільне відшкодування збитків
Добровільне відшкодування завданого збитку або усунення заподіяної шкоди має відбутися добровільно, зі власної ініціативи і до вироку суду, за яким він має щось відшкодовувати. Збитки — це шкода майнового характеру, яка відшкодовується у грошовій формі. Компенсація моральної шкоди також визнається пом'якшуючою обставиною. Судом може розглядатися ця обставина як пом'якшуюча, незалежно від того, коли шкода була компенсована — до порушення кримінальної справи, під час досудового слідства чи в суді; також не має значення факт відшкодовування іншою особою.

## 2.1. Надання допомоги після вчинення злочину
Надання медичної або іншої допомоги має бути вчинене безпосередньо після вчинення злочину, а не через тривалий час. Це, наприклад, може означати при здійсненні наїзду виклик швидкої медичної допомоги, власна допомога чи транспортування до лікарні. Якщо ж порушник, навпаки, залишить місце ДТП, то він повинен буде сплатити витрати на лікування на підставі статей 1195, 1206 Цивільного кодексу України, і це не враховуватиметься як пом'якшуюча обставина.

## 3. Вчинення злочину неповнолітнім
Якщо злочин вчинено неповнолітнім, це враховується судом при призначенні йому покарання як пом'якшуюча обставина.

## 4. Вчинення злочину жінкою в стані вагітності
Відповідно до певних медичних уявлень вагітність — це фізіологічний процес, під час якого з яйцеклітини утворюється плід. Цей процес супроводжується негативним впливом на психіку жінки. Через це, якщо жінка вчинила злочин під час перебігу вагітності, це зарахується як пом'якшуюча обставина.

## 5. Вчинення злочину внаслідок збігу тяжких обставин
Збіг тяжких сімейних, особистих чи інших обставин означає збіг таких обставин, які заподіюють особі страждань, негативно впливають на її психіку, створюють у неї відчуття розпачу, дратівливості тощо та схиляють до неправомірної поведінки. Законом не передбачений перелік таких обставин, але виходячи з судової практики ними визнаються: смерть або хвороба рідної чи близької людини, тяжка хвороба винного, втрата роботи, сімейний конфлікт, спровокований, наприклад, подружньою зрадою, важкий матеріальний стан тощо. При цьому суд має чітко дослідити, чи можна врахувати певну обставину такою, що пом'якшує покарання, врахувавши особу винного та зв'язок між подією і злочином. Наприклад, якщо складний матеріальний стан викликано пияцтвом або втрата роботи у справі про зґвалтування, ці обставини не враховуються як пом'якшуючі.

## 6. Вчинення злочину під впливом
Відповідно до цього пункту пом'якшуючою обставиною визнається вчинення злочину:
- під впливом примусу (фізичного насильства) або погрози (психічного насильства)
- через матеріальну, службову чи іншу залежність

Фізичне насильство — це протиправний вплив на організм іншої людини, завдавання їй побоїв, ударів, мордування, якщо це чиниться проти її волі і завдає їй фізичної та моральної шкоди. Під погрозою розуміється реальна погроза заподіяти особі фізичну, моральну або майнову шкоду, виражене в конкретній формі. При цьому в деяких випадках особа може взагалі не підлягати кримінальній відповідальності, під дією примусу вона не мала можливості керувати своїми діями.

Поняття матеріальної, службової чи іншої залежності повністю аналогічне тим самим поняттям при обставині, яка обтяжує покарання:
- Матеріальна залежність — це така залежність, при якій потерпілий перебуває на утриманні винного. Він може забезпечувати їх житлом, харчуванням, грошима.
- Службова залежність — це залежність потерпілого від винного через підпорядкованість йому за посадою чи виконуваною роботою.
- Інша залежність — це будь-яка залежність, крім зазначених вище, потерпілого від винного, що виникла через певні життєві обставини і внаслідок якої потерпілий відчуває себе зобов'язаним перед винним.

## 7. Вчинення злочину під впливом сильного душевного хвилювання
Під сильним душевним хвилюванням слід розуміти короткочасні стани психіки винного, які швидко виникають і бурхливо протікають, звужують здатність винного повноцінно керувати своїми діями. Такий психічний стан спричинює жах, лють, відчай особи. Для зарахування цієї обставини як пом'якшуючої необхідно, щоб цей психічний стан був викликаний саме жорстоким або таким, що принижує честь і гідність особи, поводженням потерпілого. Стан душевного хвилювання має виникнути відразу після факту виникнення такого поводження з боку потерпілого, а не через тривалий час. Крім того, пом'якшуючою обставиною є системність такого поводження з боку потерпілого.
Необхідно мати на увазі, що в деяких випадках вчинення певного злочину в стані сильного душевного хвилювання складає окремий склад злочину, який передбачає значно м'якішу відповідальність (ст. 116 та 123 КК України), тому вдруге ця обставина не враховуватиметься.

## 8. Перевищення меж крайньої необхідності
Цей пункт означає вчинення злочину в умовах крайньої необхідності, але з перевищенням її меж. Перевищенням меж крайньої необхідності є умисне заподіяння шкоди правоохоронюваним інтересам, якщо така шкода є значнішою, ніж відвернена шкода. При цьому відповідальність за перевищення меж виключається, якщо винна особа не могла оцінити співвідповідність заподіяної та відверненої шкод внаслідок сильного душевного хвилювання, викликаного небезпекою.

## 9. Виконання спеціального завдання
Заподіяння шкоди правоохоронюваним інтересам особою, яка відповідно до закону виконувала спеціальне завдання з метою попередження чи розкриття злочинної діяльності організованої групи або злочинної організації, не тягне за собою кримінальної відповідальності. Кримінальна відповідальність за такі дії настає лише тоді, коли було вчинено умисний особливо тяжкий злочин, поєднаний з насильством над потерпілим або умисний тяжкий злочин, поєднаний з нанесенням тяжких тілесних ушкоджень чи настання інших особливо тяжких чи тяжких наслідків. При цьому факт виконання спеціального завдання враховується як пом'якшуюча обставина, і винна особа не може бути засуджена до довічного позбавлення волі та до позбавлення волі на строк більше половини максимального строку позбавлення волі, який передбачено законом за цей злочин.